# Dekanat Przemyśl
Dekanat Przemyśl – jeden z 4 dekanatów diecezji przemysko-gorlickiej Polskiego Autokefalicznego Kościoła Prawosławnego. Siedzibą dekanatu jest Kalników.

## Parafie
W skład dekanatu wchodzi 5 parafii:
- parafia Zaśnięcia Najświętszej Maryi Panny w Kalnikowie
  - cerkiew Zaśnięcia Najświętszej Maryi Panny w Kalnikowie
  - cerkiew Ofiarowania Przenajświętszej Bogurodzicy w Nienowicach
- parafia Opieki Matki Bożej w Kłokowicach
  - cerkiew Opieki Matki Bożej w Kłokowicach
  - cerkiew Poczęcia Bogurodzicy w Młodowicach
- parafia Zaśnięcia Najświętszej Maryi Panny w Przemyślu
  - cerkiew Zaśnięcia Najświętszej Maryi Panny w Przemyślu
- parafia Przeniesienia Relikwii św. Mikołaja w Rzeszowie
  - cerkiew Przeniesienia Relikwii św. Mikołaja w Rzeszowie
- parafia Świętych Kosmy i Damiana w Zapałowie
  - cerkiew Świętych Kosmy i Damiana w Zapałowie